# Azorella hallei
Azorella hallei är en växtart i släktet Azorella och familjen flockblommiga växter. Den beskrevs först av Carl Skottsberg och fick sitt nu gällande namn av Gregory M. Plunkett och Antoine N. Nicolas.
Arten är en liten buske och förekommer i provinserna Chubut och Santa Cruz i Argentina.